# Castejón del Puente
Castejón del Puente (aragonesisch Castillón d'o Puent) ist eine spanische Gemeinde in der Provinz Huesca der Autonomen Gemeinschaft Aragonien. Sie liegt in der Comarca Somontano de Barbastro, etwa 60 Kilometer östlich von Huesca. Castejón del Puente liegt auf einer Anhöhe über dem Fluss Cinca, am Kreuzungspunkt der A 22 mit der N 240.

## Bevölkerungsentwicklung seit 1900
| 1900 | 1910 | 1930 | 1940 | 1950 | 1960 | 1970 | 1981 | 1992 | 1999 | 2004 |
| ---- | ---- | ---- | ---- | ---- | ---- | ---- | ---- | ---- | ---- | ---- |
| 580  | 553  | 383  | 350  | 345  | 401  | 439  | 457  | 422  | 408  | 435  |

## Sehenswürdigkeiten
- Pfarrkirche Asunción

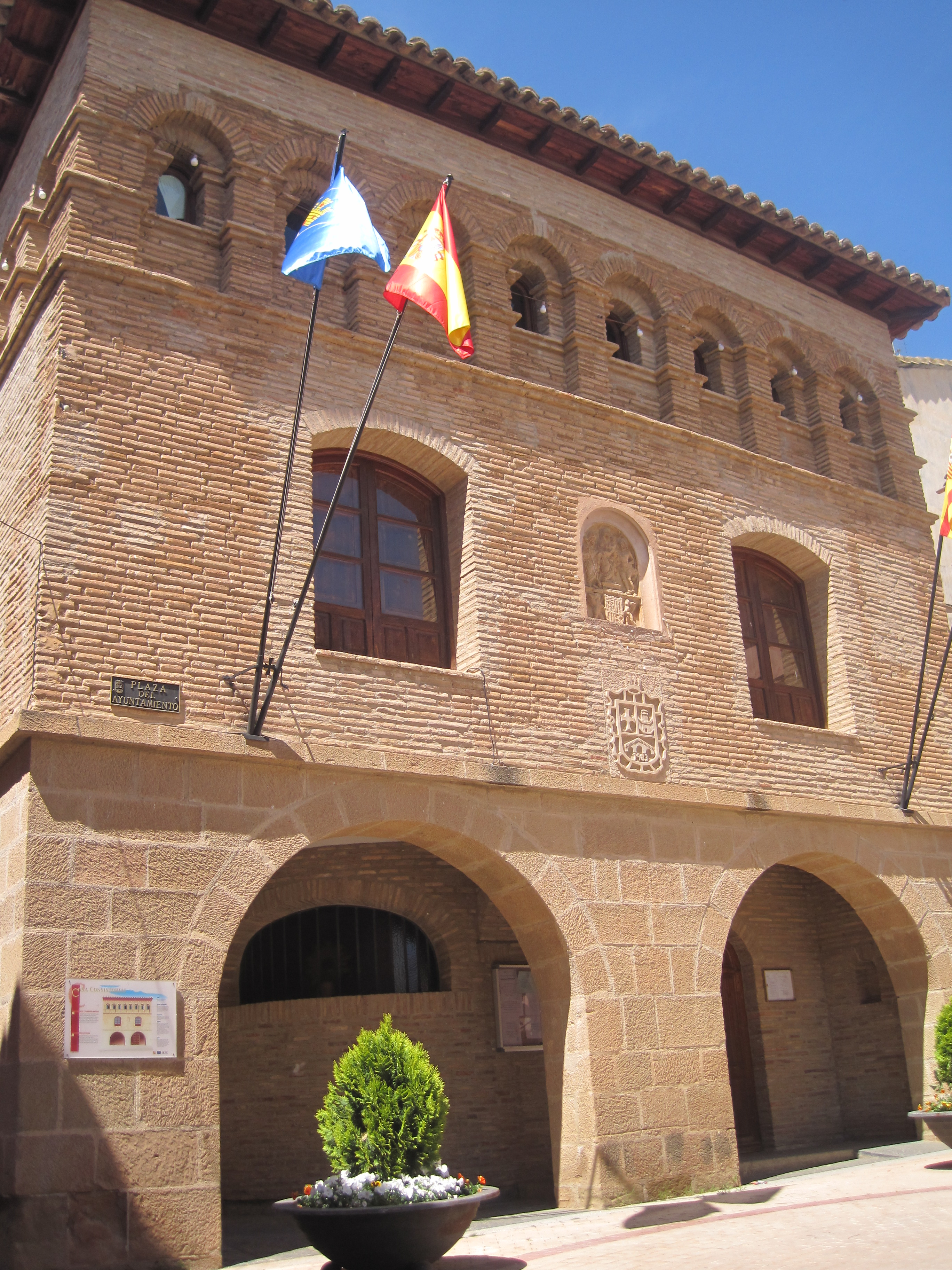
Casa Consistorial

- Ermita de Nuestra Señora de la Bella, erbaut im 13. Jahrhundert
- Casa Consistorial (Rathaus)
- Plaza de la Cruz

## Gemeindepartnerschaft
- Mit der französischen Gemeinde Gensac-sur-Garonne im Département Haute-Garonne besteht seit 2010 eine Partnerschaft.